# Höhlen von Postojna
Die Höhlen von Postojna, slowenisch Postojnska jama (italienisch Grotte di Postumia, deutsch auch Adelsberger Grotte), eigentlich im ganzen Ausmaß Postojna-Höhlensystem (Postojnski jamski sistem), liegen in der Nähe der slowenischen Stadt Postojna (deutsch: Adelsberg, italienisch: Postumia). Im dortigen Karstgebiet befinden sich die zweitgrößten bekannten und für Touristen erschlossenen Tropfsteinhöhlen der Welt (nach der Jeita-Grotte im Libanon). Das gesamte Höhlensystem ist 24 Kilometer lang. Der erschlossene und ganzjährig für den Tourismus geöffnete Teil umfasst 5 km, wovon die Besucher 3,5 km mit einem Zug zurücklegen.

## Beschreibung
Das Höhlensystem besteht aus drei Hauptebenen – auf der untersten fließt noch heute der Fluss Pivka. Mit der Höhle von Postojna durch den unterirdischen Lauf der Pivka zu einem Höhlensystem verbunden sind Pivka jama, Otoska jama, Magdalena jama, Črna jama und Planinska jama. In der Nähe des Höhlensystems von Postojna befinden sich noch zahlreiche andere Tropfsteinhöhlen, hier sind hervorzuheben die von der UNESCO als Weltnaturerbe geschützten Höhlen von Škocjan und in Italien die Grotta Gigante bei Triest.
In einem Becken im Eingangsbereich waren bis 2008 einige Exemplare des Grottenolms (Proteus anguinus) zu besichtigen; dieser blinde und besonders scheue Schwanzlurch kommt natürlicherweise nur in der Karstwelt des Dinarischen Gebirges vor, so auch in der Höhle von Postojna. Inzwischen wurden die in dem Becken gehaltenen Tiere in das „Vivarium Proteus“ überführt, welches sich 100 Meter vor dem Höhleneingang befindet. 2016 konnte in einem weiteren Vivarium in der Höhle erstmals beobachtet und gefilmt werden, wie insgesamt 21 Grottenolme aus ihren Eiern schlüpfen.
Insgesamt leben im Höhlensystem von Postojna 175 Tierarten. 115 davon sind troglobiont – sie kommen ausschließlich in Höhlen vor.

## Entstehung

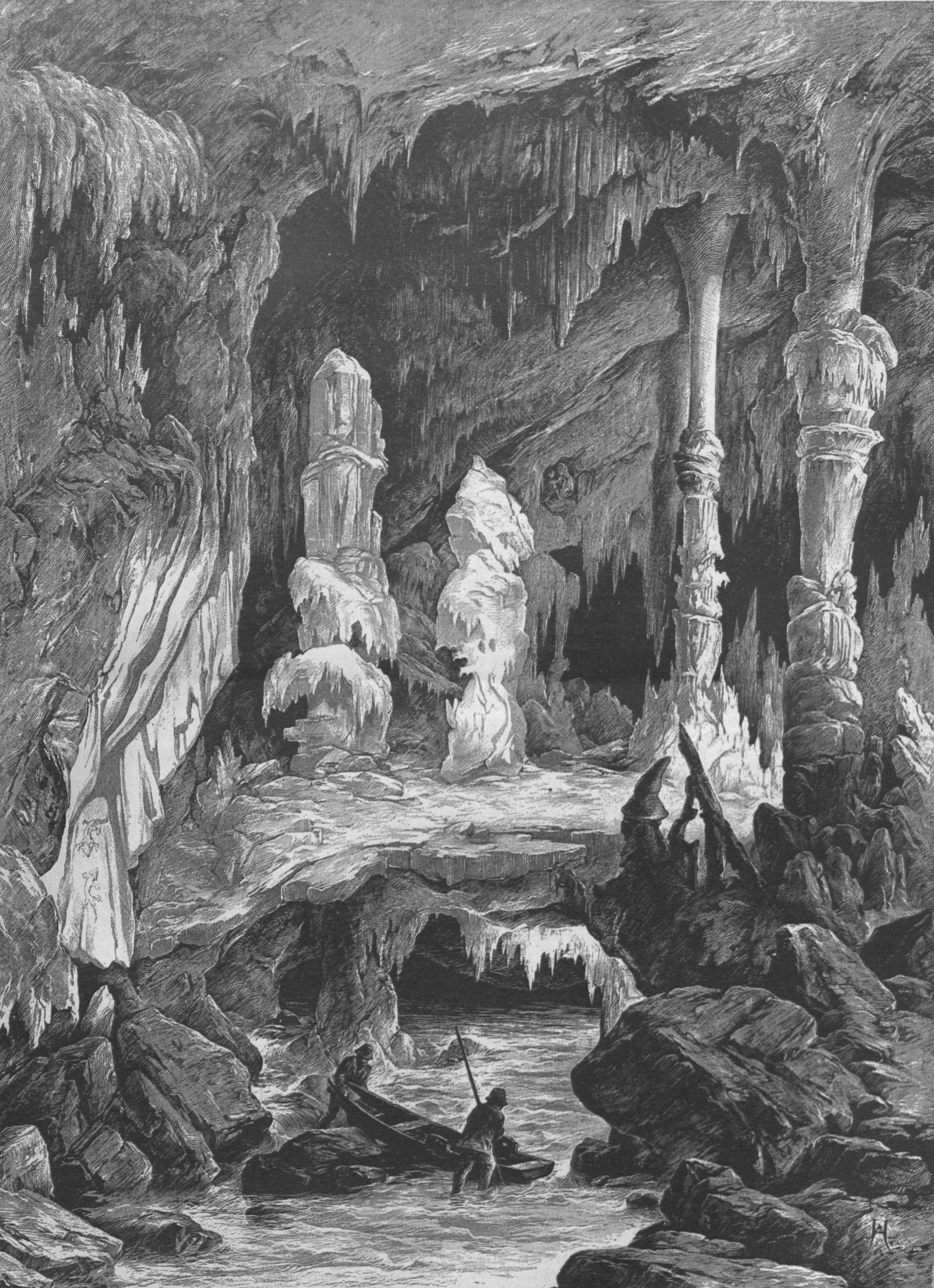
Die Adelsberger Grotte nach einer Zeichnung von Michael Sachs (1885)

Das Höhlensystem von Postojna ist der obere Teil des stark durch den Karst geprägten Einzugsgebietes der Ljubljanica und mindestens seit dem frühen Pleistozän durch die Pivka, den Hauptabfluss des Pivka-Beckens und ihre unterirdischen Zuflüsse geschaffen worden. Datierungen der im Höhlensystem abgelagerten Sedimente ergaben ein Alter von bis zu 0,9 Millionen Jahren. Die Entstehung der Höhlen hängt damit zusammen, dass am Südwestrand des Pivka-Beckens der wenig wasserdurchlässige eozäne Flysch im Untergrund des Beckens gegen mächtige Kalksteineinheiten der Kreide grenzt, die einen oft sehr reinen Kalkstein aufweisen, der ungleich stärker durch Wasser erodiert wird als die Sandsteine und Tonsteine des Flyschs.
Das zunächst oberflächlich abfließende Wasser drang entlang von Klüften und Störungszonen in das Kalkgestein vor und führte durch Lösungsprozesse zur Entstehung von Höhlen, die eine schwerkraftbedingte Verlagerung des Gewässernetzes in den Untergrund bewirkten. Unterstützt wurde dieser Ablauf durch tektonische Vorgänge, die zum Absinken und Aufsteigen der geologischen Einheiten gegeneinander führten, so dass das Wasser sich ständig neue Wege suchen musste. Die jeweils aktiven Höhlenabschnitte wurden darüber hinaus durch die von der Pivka und ihren Vorgängerflüssen mitgeführten Sand-, Kies- und Geröllmassen korrasiv erweitert.
Der Verlauf der Höhlengänge des Postojna-Höhlensystems zeigt zwei Hauptrichtungen. Ein großer Teil der langgestreckten Hohlräume verläuft deutlich in Nordwest-Südost-Richtung und damit parallel zu tektonischen Störungen im Höhlengebiet. Ein zweiter Teil steht etwa senkrecht dazu und ist stärker verzweigt als der andere Teil.

## Erschließung und Nutzung der Höhlen

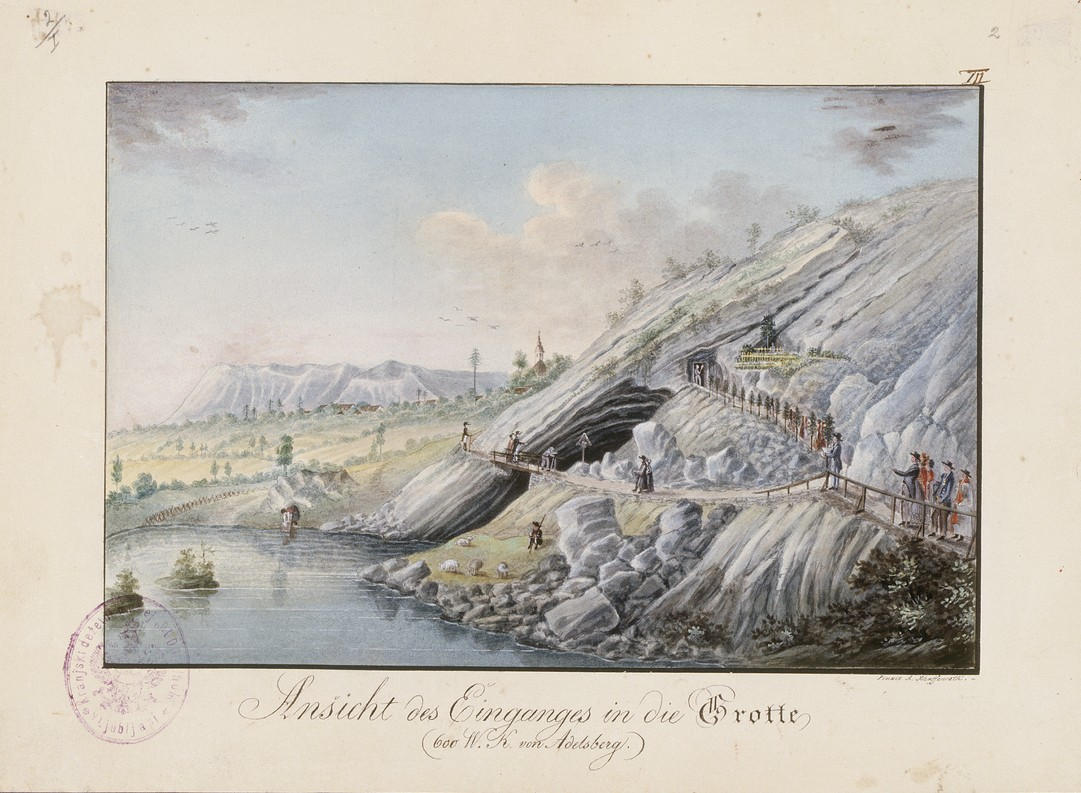
Alois Schaffenrath: Ansicht des Einganges in die Grotte (nach 1820)

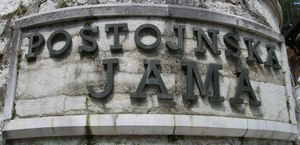
Schild am Eingang der Besucherhöhle

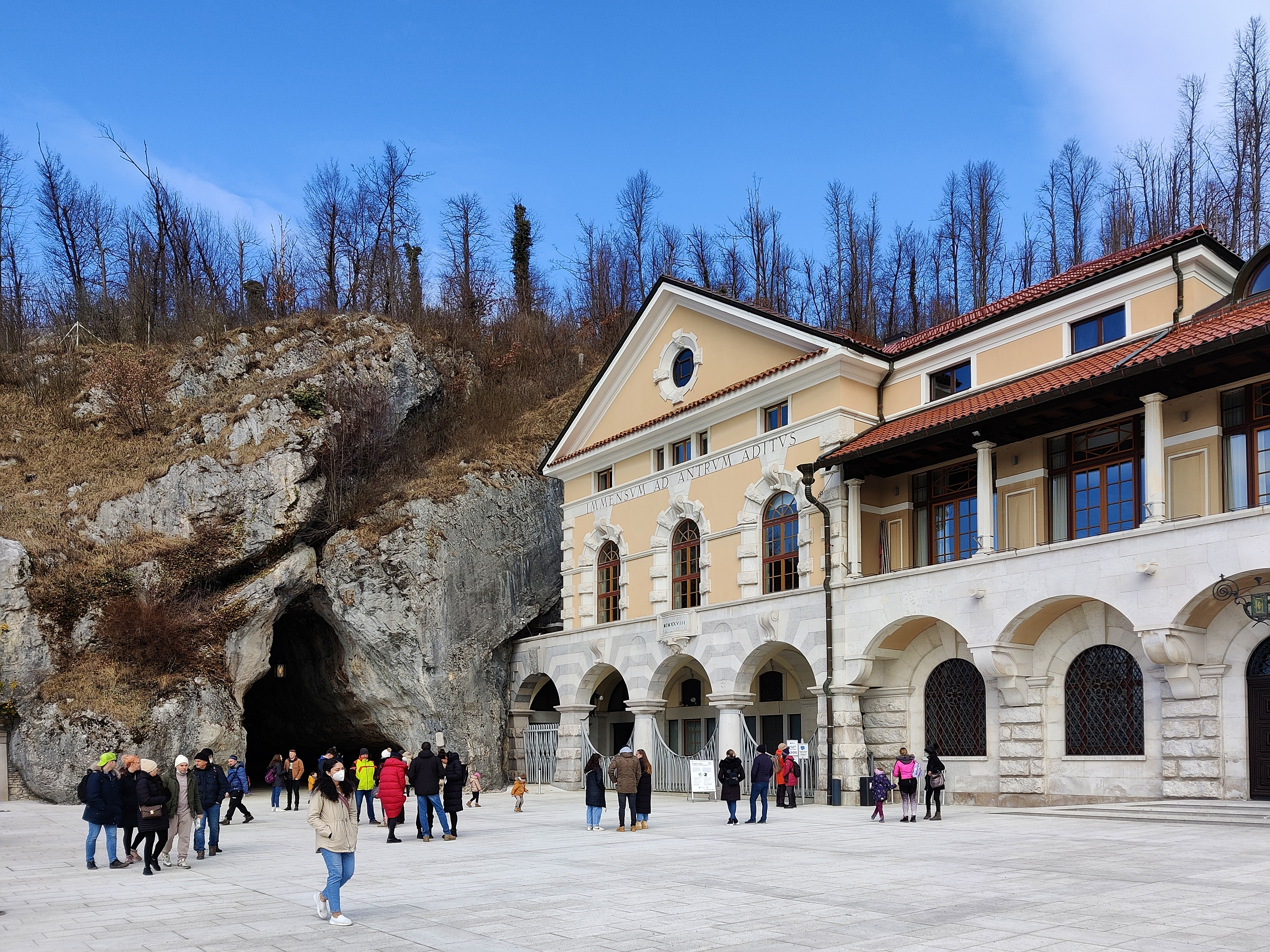
Haus am Eingang zur Grotte

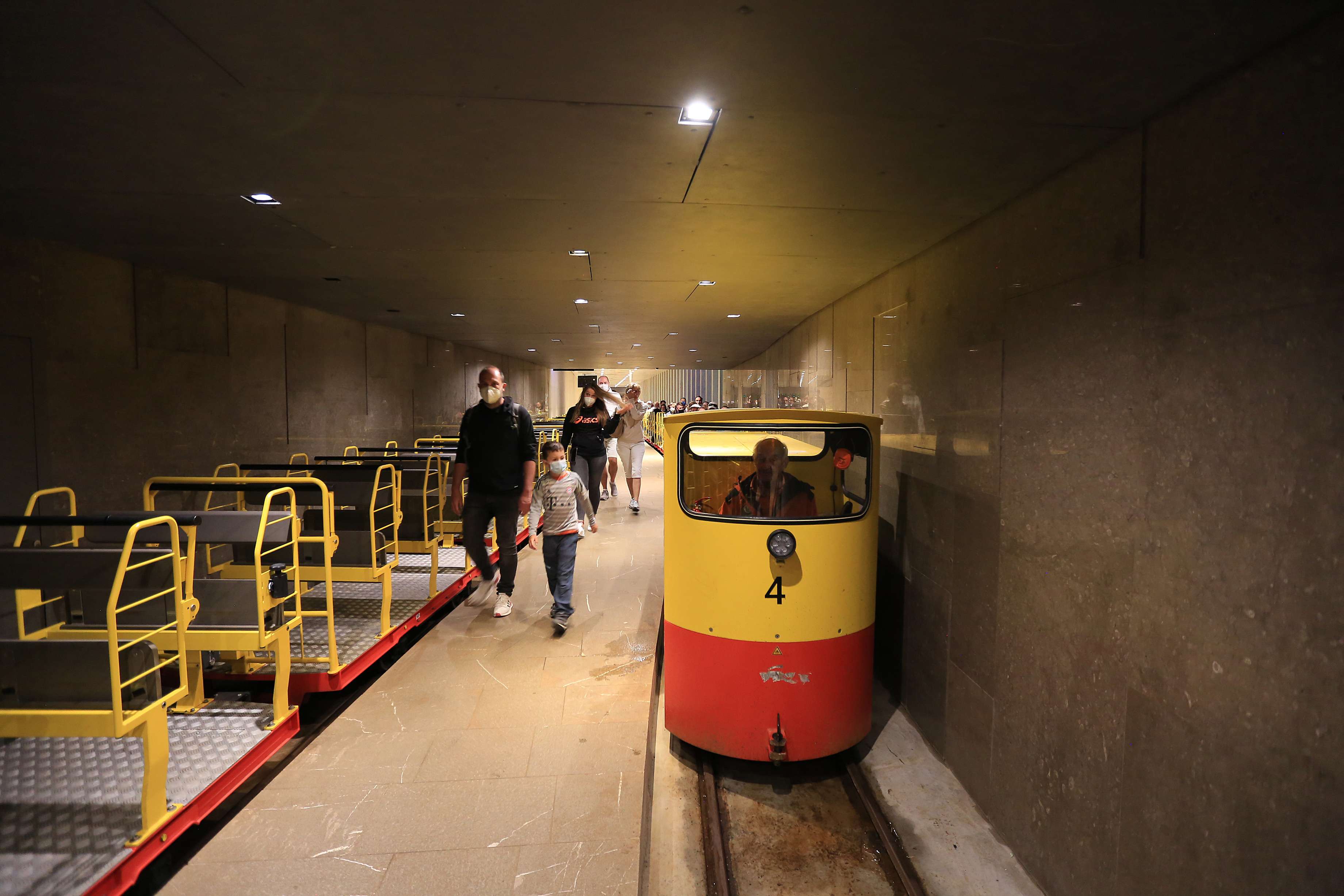
Die einzige zweigleisige Höhleneisenbahn der Welt. Auf einer Länge von 3,7 km bringt die Bahn ihre Gäste ins Innere des Höhlensystems.

Für das Jahr 1213 ist der erste Besuch in der Höhle belegt. Im 16. Jahrhundert erreichten die Besuche einen ersten Höhepunkt. Im Jahre 1689 beschrieb Johann Weichard von Valvasor die „Adelsberger Grotte“, die er selbst in Teilen erkundet hatte, in seinem Werk Die Ehre dess Hertzogthums Crain. 1818 wurde das erste Licht installiert, Wege wurden angelegt und neue Teile der Höhle entdeckt. Im Jahre 1819 erfolgte die offizielle Freigabe für den Besucherandrang, und der Habsburger Erzherzog Ferdinand stattete der Höhle einen Besuch ab. Es zeigte sich früh, dass für die Besichtigung eine Sicherung der Wege und eine bessere Übersicht erforderlich war. Dafür setzte sich der Ingenieur Alois Schaffenrath ein und legte 1821 einen Höhlenplan vor. Seine hervorragenden Kenntnisse vom Höhlensystem fanden 1834 in einer gedruckten Beschreibung beim Verlag Kleinmayr in Laibach ihren Niederschlag. Von ihm stammt auch eine Graphik, die den Eingang zur Höhle und die umgebende Landschaft zeigt.
Um die Erschließung in dieser Zeit war auch der Naturforscher Franz Graf von Hohenwart bemüht. Im Jahre 1824 fanden die ersten Tanzveranstaltungen in einem etwa 500 Meter vom Eingang entfernten Höhlenteil statt, der heute Kongresna Dvorana („Kongresshalle“) genannt wird. Nach Fertigstellung der Eisenbahn Wien–Laibach–Triest im Jahre 1857 erhöhte sich die Zahl der Besucher beträchtlich. Am 9. März dieses Jahres besuchten Kaiser Franz Joseph I. und Kaiserin Elisabeth die Höhle und wurden im damals so genannten Dom mit Musik und Gesang und einer großen Volksmenge in Nationaltracht begrüßt. Da dieser Teil der Grotte erst frisch entdeckt worden war, wurde er zu diesem Anlass als Franz-Joseph-und-Elisabeth-Grotte benannt. Die erste Höhlenbahn wurde im Jahre 1872 angelegt. Damals bestand die Bahn nur aus zwei Wagen, sogenannten „Faeton“. Die Höhlenführer schoben diese, besetzt mit jeweils vier Gästen, mit Muskelkraft durch die Höhle.
Im Jahre 1884 wurde elektrisches Licht installiert, das in den Jahren 1901 und 1928 modernisiert wurde. Im Jahre 1914 wurden Lokomotiven mit Verbrennungsmotor eingesetzt, die 1959 durch eine elektrische Bahn ersetzt wurden.
Ende des 19. Jahrhunderts wurde in der Grotte ein gut frequentiertes Postamt eingerichtet – allein beim Fest zum Saisonauftakt 1904 verkaufte man hier 13.800 Postkarten. Im März 1915 wurde dieses offizielle Postamt durch das k.u.k. Feldpostamt 81 ersetzt. Zur Erinnerung an dieses Postamt wurde im Jahr 2013 von der österreichischen und der slowenischen Post eine Gemeinschaftsbriefmarke herausgegeben.

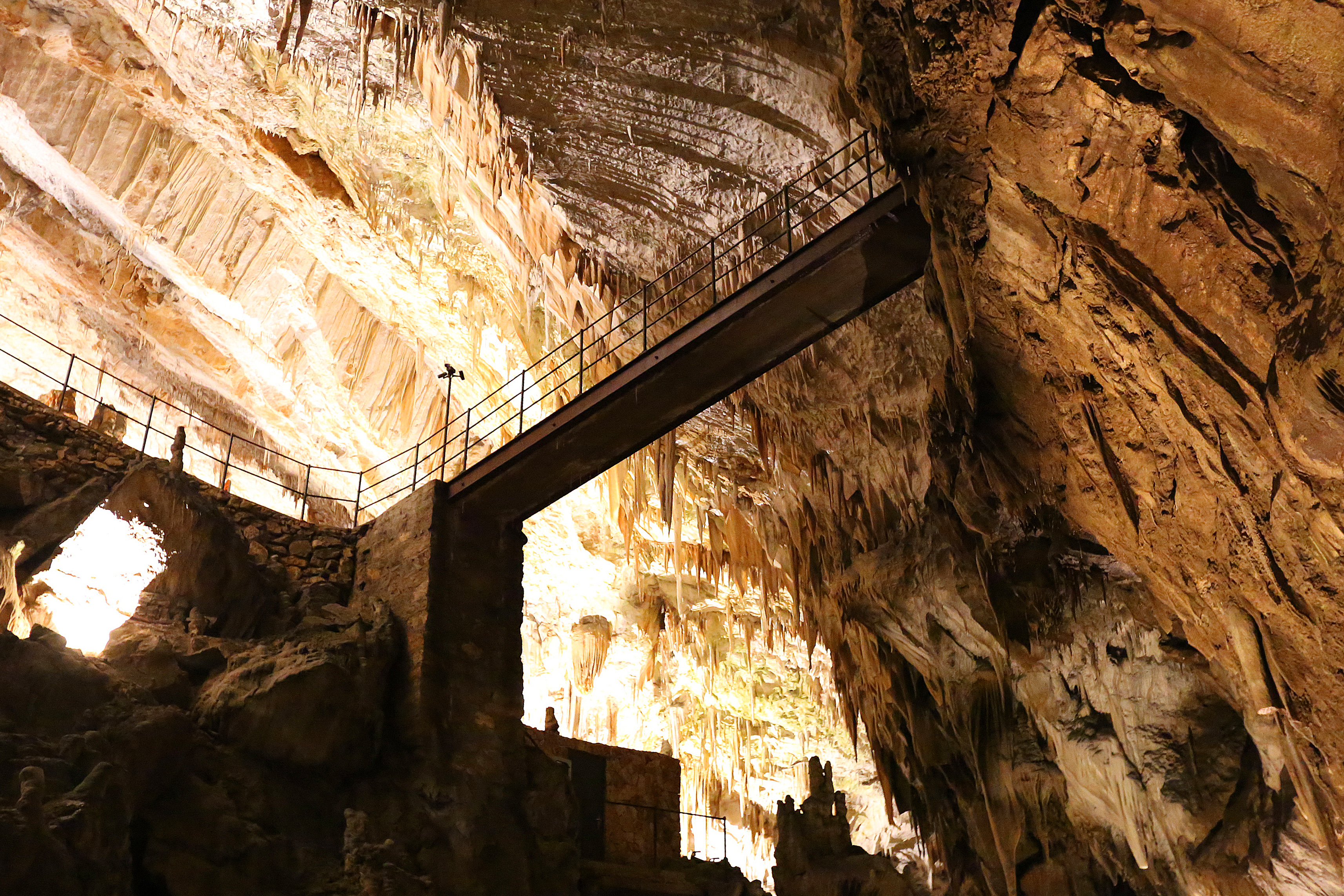
Die Russenbrücke in der Höhle von Postojna. Sie wurde während des Ersten Weltkrieges von russischen Kriegsgefangenen erbaut. Davor war eine Erkundung des dahinter liegenden Höhlensystems so gut wie nicht möglich.

Im Ersten Weltkrieg wurde die so genannte „Russische Brücke“ von russischen Kriegsgefangenen zur Erschließung weiterer Höhlenbereiche gebaut. Der Berliner Komponist Helmuth Sommer (1911–1993) schrieb während der Kriegsgefangenschaft im damaligen Jugoslawien das Werk Jugoslawische Skizzen. Im ersten Satz seiner 'Balkanskizzen' über die Grotten von Postojna gelingt es ihm eindrucksvoll, die Stimmung in der Grotte wiederzugeben.
In den 1960er-Jahren fanden in den Höhlen Dreharbeiten zu den Kinofilmen Winnetou 2. Teil und Die Nibelungen statt. Am 12. September 1965 wurde der IV. Internationale Speläologische Kongress in der Kongresna Dvorana abgehalten. 1968 wurden die heute noch bestehenden Wege angelegt.
Im Jahr 2008 lag die Besucherzahl bei 548.442.
2017 gaben die Betreiber bekannt, dass in den vergangenen 200 Jahren insgesamt 38 Millionen Menschen die Höhle besucht haben.
Im Jahr 2013 wurde zum 800. Jahrestag der Besuche in den Höhlen eine 2-Euro-Gedenkmünze herausgegeben.